# Venskabsporten
Venskabsporten (kinesisk: 友谊关, pinyin: Yǒuyǐ Guān, tidligere 镇南关, pinyin: Zhènnán Guān; vietnamesisk: Hữu Nghị Quan, tidligere Ải Nam Quan, er en port som står på grænsen mellem Guangxi i Folkerepublikken Kina og Lang Son i Vietnam. Begge de nuværende navne på de to sprog betyder Venskabsporten.
Vietnams rigsvej 1 A og Kinas rigsvej 322 mødes her.
Denne grænseovergang er en af Vietnams travleste grænsehandelsposter.
21°59′N 106°43′Ø / 21.98°N 106.71°Ø